# سيف العازمي
سيف مطلق سيف معجام العازمي من مواليد دولة الكويت في عام 1973 ، شارك في الانتخابات البرلمانية السادسة عشر 2013 في تاريخ الكويت، وأجريت الانتخابات في يوم السبت 27 يوليو 2013 ، وفاز بعضوية مجلس الامة الكويتي، عن الدائرة الخامسة، وحصل علي المركز السابع ب (1754) صوت وفاز بالانتخابات، حاصل على الدبلوم في إدارة الأعمال من كلية الدراسات التجارية بالكويت.

## مواقفه في مجلس الأمة
| الكتل                                | مستقل - قبلي |
| اللجان                               | المستقلون    |
| منع المسيئين (2016)                  | موافق        |
| قانون البصمة الوراثية (2015)         | موافق        |
| تعديل قانون المحكمة الدستورية (2014) | موافق        |
| شطب استجواب جابر المبارك (2014)      | موافق        |
| طرح الثقة بمحمد العبدالله (2013)     | غير موافق    |

## مواضيع متعلقة
- الدوائر الانتخابية في الكويت.
- مجلس الأمة الكويتي 2013.